# Katherine St. John
Katherine St. John é uma cientista da computação estadunidense, que trabalha com biologia computacional. É professora do Departamento de Ciência da Computação do The Graduate Center da Universidade da Cidade de Nova Iorque (CUNY) e do Departamento de matemática e Ciência da Computação do Lehman College. É membro do corpo docente do New York Consortium in Evolutionary Primatology.
Em 2007 foi selecionada como AWM/MAA Falconer Lecturer, apresentando a palestra "Comparing Evolutionary Trees".